# Hirtobrasilianus villiersi
Hirtobrasilianus villiersi es una especie de escarabajo longicornio del género Hirtobrasilianus, tribu Cerambycini, subfamilia Cerambycinae. Fue descrita científicamente por Fragoso y Tavakilian en 1985.
El período de vuelo de la especie ocurre en los meses de junio, julio, agosto y septiembre.

## Descripción
Mide 23-39 milímetros de longitud.

## Distribución
Se distribuye por Brasil, Surinam y Guayana Francesa.